# DeAndre Jordan
Hyland DeAndre Jordan Jr.  (Houston, 21 de julho de 1988) é um jogador norte-americano de basquete profissional que atualmente joga pelo Denver Nuggets da National Basketball Association (NBA).
Ele jogou um ano de basquete universitário em Texas A&M e foi selecionado pelo Los Angeles Clippers como a 35ª escolha geral no draft da NBA de 2008.

## Carreira no ensino médio
Jordan frequentou a Episcopal High School durante seus dois primeiros anos. Jordan teve uma média de 15,0 pontos, 12,0 rebotes e 4,0 bloqueios no primeiro ano e 16,5 pontos, 14,0 rebotes, 7,0 bloqueios no segundo ano. Jordan se transferiu para a Academia Christian Life Center em seu último ano tendo médias de 26,1 pontos, 15,2 rebotes e 8,1 bloqueios por jogo.
Ao sair do ensino médio, Jordan foi classificado como o 8° melhor jogador, o 2° melhor Pivô e o melhor jogador do Texas pela Rivals.com. Jordan foi recrutado pela Texas A&M.
No verão de 2007, Jordan jogou pelo time dos EUA no Campeonato do Mundo Sub-19 de 2007, na Sérvia. Ele jogou apenas 9 minutos por jogo. A equipe terminou em 2º com um recorde de 8-1.

## Carreira universitária
Jordan foi titular em 21 de 35 jogos em sua primeira temporada em Texas A&M. Ele teve médias de 7,9 pontos, 6,0 rebotes e 1,3 bloqueios por jogo em 20 minutos. Ele foi chamado para a Equipe de Novatos da Big 12 Conference por seus esforços. Após a temporada, ele se declarou para o Draft da NBA de 2008.
Antes do draft, o draftexpress.com, um site de draft da NBA listava os pontos fortes e fracos de Jordan. Alguns pontos fortes incluem "físico incrível", "potencial defensivo" e "inteligência incrível". Algumas fraquezas incluem "fundamentos ruins" e "trabalho de pés medíocre". O site também o projetou para ser escolhido pelo Philadelphia 76ers com a 16° escolha geral.

## Carreira profissional

### Los Angeles Clippers (2008–2018)

#### Primeiros anos (2008–2013)
Jordan foi selecionado pelo Los Angeles Clippers como a 35ª escolha geral no draft da NBA de 2008. 
Devido a lesões, Jordan foi titular pela primeira vez no jogo de 19 de janeiro de 2009 contra o Minnesota Timberwolves. Nesse jogo, ele registrou 6 bloqueios, 10 rebotes e 8 pontos em 34 minutos. 

No jogo de 21 de janeiro de 2009 contra o Los Angeles Lakers, ele jogou 43 minutos e registrou 23 pontos. Isso incluiu 10 enterradas, que só foram realizados por outros dois jogadores (Dwight Howard e Shaquille O'Neal) nas últimas 10 temporadas da NBA.

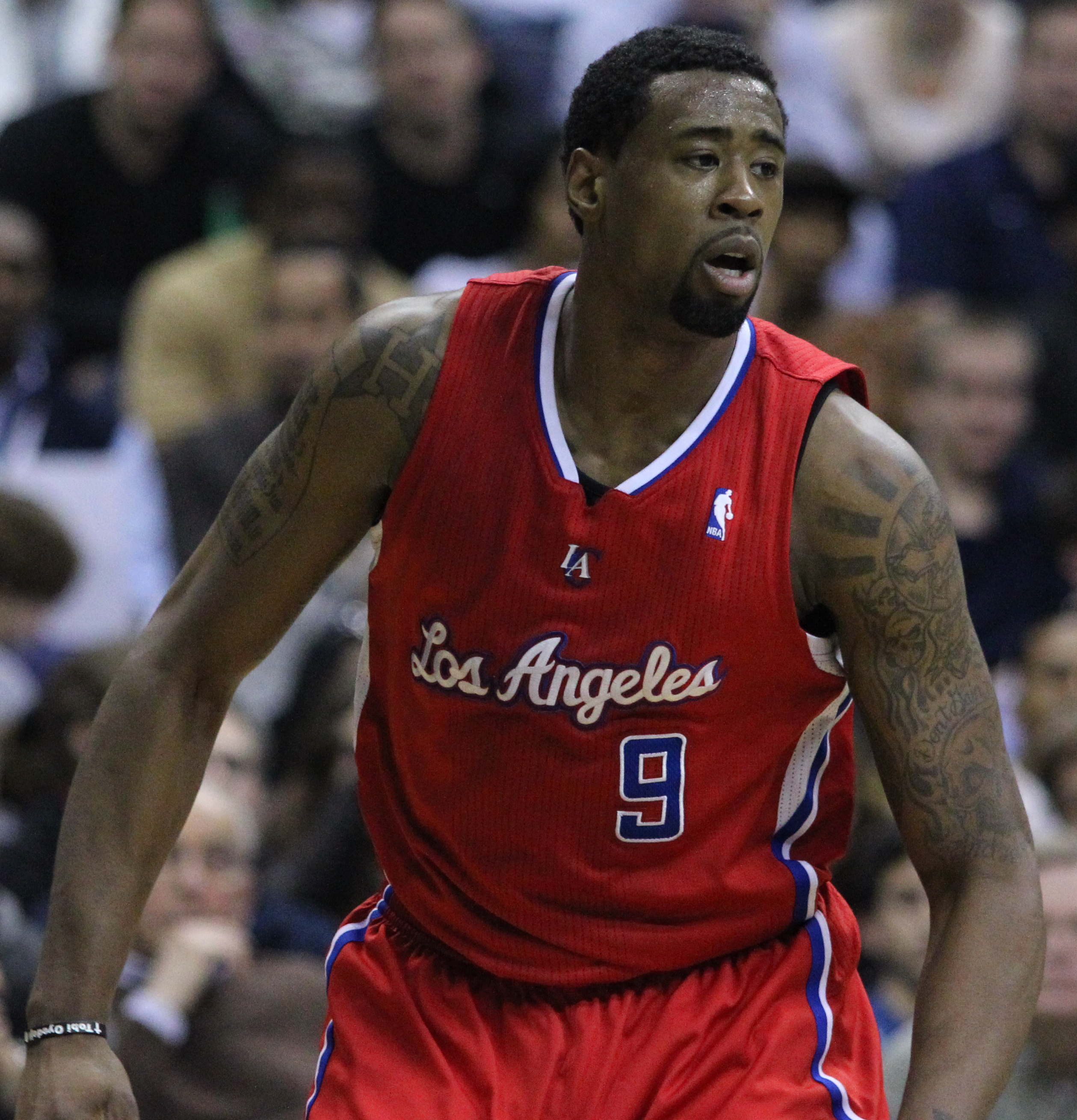
Jordan em 2011

Em 11 de dezembro de 2011, Jordan aceitou uma proposta do Golden State Warriors no valor de US $ 43 milhões em quatro anos. No entanto, um dia depois, os Clippers decidiram igualar a oferta e mantê-lo na equipe.
Para a temporada de 2011-12, Jordan mudou seu número de camisa de 9 para 6. Em 25 de dezembro de 2011, Jordan registrou um recorde de 8 bloqueios contra o Golden State Warriors em uma vitória de 105-86.
Durante a temporada de 2012–13, o percentual de lances livres de Jordan caiu de 52,5% para 38,6%, o que foi uma das piores de sua carreira. No entanto, ele liderou a liga em porcentagem de arremessos com 64,3%. Esta foi sua primeira temporada jogando em todos os 82 jogos.

#### All-NBA e All-Defensive (2013–2016)

Jordan em 2013

Em 29 de novembro de 2013, Jordan registrou um recorde de 9 bloqueios em uma vitória de 104-98 contra o Sacramento Kings. Com média de 13,6 rebotes, ele foi o líder em rebotes da liga na temporada de 2013-14.

Em 29 de abril de 2014, Jordan se tornou o primeiro jogador da NBA com pelo menos 25 pontos, 18 rebotes e quatro bloqueios em um jogo de playoff desde Tim Duncan em 2008.

Blake Griffin e Jordan em 2013.

Em 9 de fevereiro de 2015, Jordan registrou 22 pontos e 27 rebotes em uma vitória de 115-98 sobre o Dallas Mavericks. Em 13 de março, com uma derrota de 99-129 sobre o Dallas Mavericks, Jordan fez sua primeira cesta de 3 pontos da carreira. Em 21 de maio, Jordan foi nomeado para o Terceiro-Time All-NBA. Ele se tornou o quinto jogador na história da NBA a obter pelo menos 10 pontos, 15 rebotes, 1 roubo e 2 bloqueios durante a temporada regular. Esse feito foi realizado pela última vez por Moses Malone durante a temporada de 1982-83.
Apesar de concordar verbalmente em assinar um contrato de quatro anos e US$ 80 milhões com o Dallas Mavericks em 3 de julho de 2015, Jordan começou a reconsiderar alguns dias depois e, em 8 de julho, vários funcionários dos Clippers voaram para Houston para uma reunião com Jordan para convencê-lo a desistir de seu acordo com os Mavericks. Horas depois, Jordan assinou novamente com os Clippers em um contrato de quatro anos e US$ 88 milhões.
Em 4 de novembro de 2015, com 13 rebotes contra o Golden State Warriors, Jordan se tornou o líder de todos os tempos dos Clippers em rebotes, superando Elton Brand que tem 4.710. Em 30 de novembro, ele marcou 18 pontos e 24 rebotes contra o Portland Trail Blazers, mas também errou 22 lances livres (12 de 34) para empatar o recorde da NBA de Wilt Chamberlain e estabelecer um recorde de franquia com 34 tentativas. Em 13 de janeiro, ele foi afastado do jogo da equipe contra o Miami Heat por causa de uma pneumonia, encerrando a mais longa série de jogos consecutivos da NBA em 360.

#### Primeira seleção All-Star e anos finais com Clippers (2016–2018)

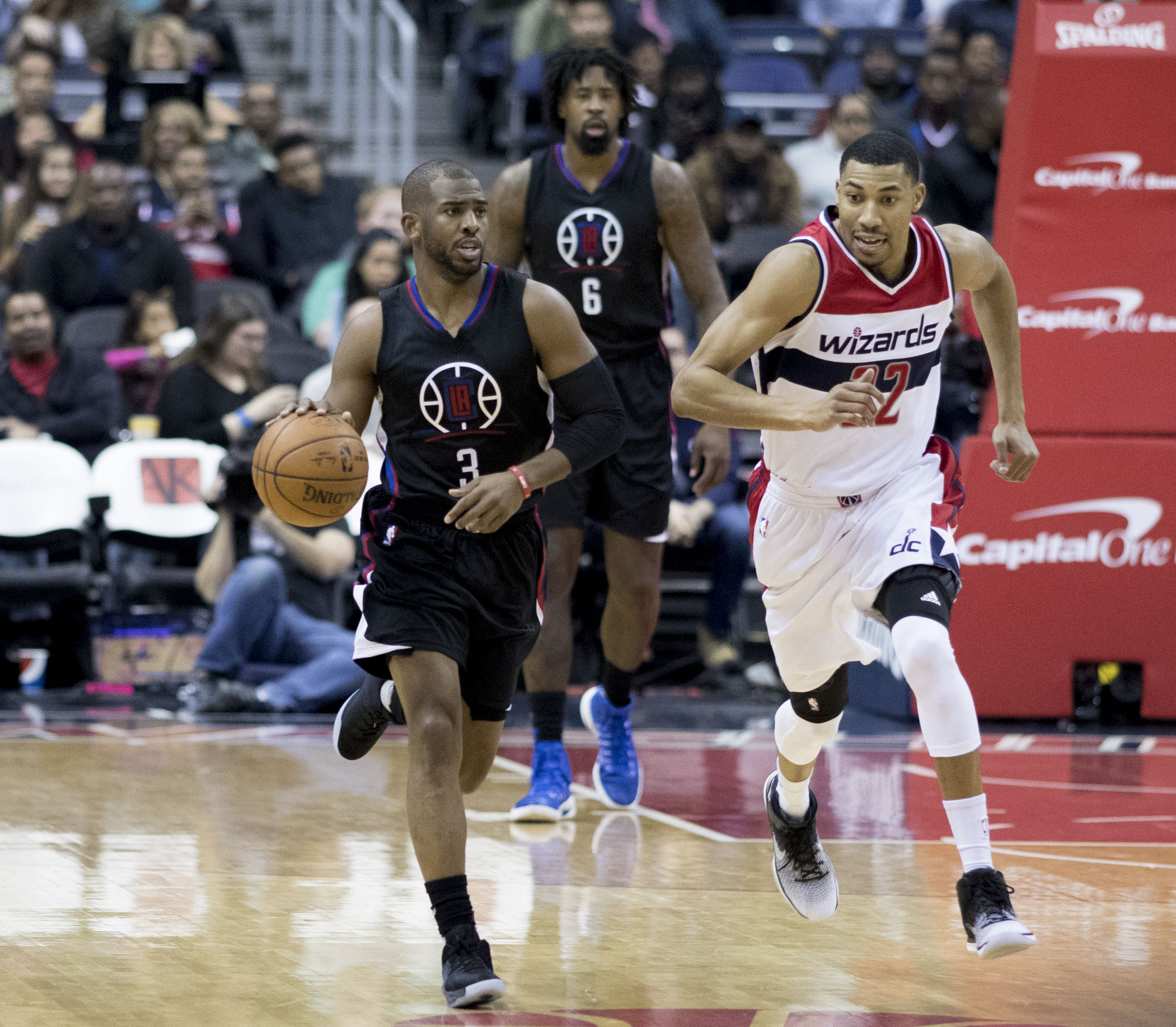
Jordan assistindo Chris Paul em 2017.

Jordan ajudou os Clippers a registrar o melhor recorde (7-1) da liga no inicio da temporada de 2016-17. Ele jogou seu 600º jogo em 9 de novembro contra o Portland Trail Blazers, juntando-se a Randy Smith (715) e Eric Piatkowski (616) como os únicos jogadores na história da franquia a fazê-lo. 
Em 26 de janeiro, ele foi nomeado como reserva no All-Star Game de 2017, marcando a primeira seleção de sua carreira. Durante as festividades do All-Star Weekend, Jordan participou do Slam Dunk Contest, mas não conseguiu passar da primeira rodada.
No jogo de abertura da temporada dos Clippers, em 19 de outubro de 2017, Jordan fez 14 pontos e 24 rebotes em uma vitória por 108-92 sobre o Los Angeles Lakers. Em 4 de janeiro de 2018, ele registrou 26 pontos e 17 rebotes em uma derrota de 127-117 para o Oklahoma City Thunder. 
Em 24 de janeiro de 2018, em uma derrota por 113-102 para o Boston Celtics, Jordan empatou com Randy Smith (715) em mais jogo disputados com a franquia. Dois dias depois, em uma vitória por 109-100 sobre o Memphis Grizzlies, Jordan jogou seu 716º jogo pelos Clippers, superando o recorde de Smith.
Em 14 de fevereiro de 2018, Jordan marcou 30 pontos, com 13 rebotes e quatro roubadas de bola em uma vitória por 129-119 sobre o Celtics. Em 9 de março de 2018, ele fez 20 pontos e 23 rebotes em uma vitória por 116-102 sobre o Cleveland Cavaliers.

### Dallas Mavericks (2018–2019)
Em 6 de julho de 2018, Jordan assinou um contrato de um ano com o Dallas Mavericks.
No começo da temporada, Jordan teve três duplos-duplos seguidas, tornando-se o primeiro jogador de Dallas desde Popeye Jones em 1994 a começar uma temporada com três duplos-duplos seguidos. Em 28 de outubro, ele anotou 12 pontos, 19 rebotes e nove assistências em uma derrota de 113-104 para o Utah Jazz, registrando assim seu sexto duplo-duplo em seis jogos. Em 7 de novembro, ele teve 11 pontos e 12 rebotes em uma derrota por 117-102 para o Jazz, colecionando pelo menos 10 rebotes em 11º jogos consecutivos.
Em 19 de novembro, ele marcou 17 pontos e 20 rebotes em uma derrota de 98-88 para o Memphis Grizzlies. Em 2 de dezembro, ele marcou 16 pontos e 23 rebotes em uma vitória de 114-110 sobre o Los Angeles Clippers. Em 16 de dezembro, ele fez 23 rebotes em uma derrota de 120-113 para o Sacramento Kings. Ele teve 23 rebotes novamente em 22 de dezembro contra o Golden State Warriors.

### New York Knicks (2019)
Em 31 de janeiro de 2019, Jordan foi negociado com o New York Knicks, juntamente com Dennis Smith Jr., Wesley Matthews e duas futuras escolhas de primeira rodada de draft em troca de Kristaps Porziņģis, Tim Hardaway Jr., Trey Burke e Courtney Lee.
Em 15 de março, ele marcou 11 pontos, 13 rebotes e nove assistências na derrota por 109-83 para o San Antonio Spurs.

### Brooklyn Nets (2019–2021)
Em 6 de julho de 2019, Jordan assinou com o Brooklyn Nets em um contrato de quatro anos no valor de US $ 40 milhões.
Em 23 de outubro, ele fez sua estreia pelo Nets, registrando dois pontos, três rebotes e uma assistência em 17 minutos de jogo durante uma derrota por 127-126 na prorrogação para o Minnesota Timberwolves. Em 2 de novembro, ele registrou seu primeiro duplo-duplo da temporada com 10 pontos e 10 rebotes na derrota por 113-109 para o Detroit Pistons. Em 21 de dezembro, Jordan registrou 12 pontos, 20 rebotes, o recorde da temporada, e seis assistências na vitória por 122-112 sobre o Atlanta Hawks. Em 20 de fevereiro de 2020, ele registrou seu décimo duplo-duplo da temporada com 14 pontos e 15 rebotes na derrota por 112–104 na prorrogação para o Philadelphia 76ers. Em 29 de junho de 2020, Jordan anunciou que havia testado positivo para COVID-19 e decidiu desistir de jogar no reinício da temporada na bolha da NBA. Ele terminou a temporada de 2019-20 com 13 duplo-duplo, que foi sua menor marca desde a temporada de 2012-13. No entanto, ele liderou os Nets em porcentagem de arremessos e rebotes por jogo.
Em 22 de dezembro de 2020, Jordan fez sua estreia na temporada de 20-21 pelos Nets e registrou quatro pontos, 11 rebotes e uma assistência na vitória por 125-99 sobre o Golden State Warriors. Em 18 de janeiro de 2021, ele registrou seu primeiro duplo-duplo da temporada com 12 pontos e 12 rebotes na vitória por 125–123 sobre o Milwaukee Bucks. Ele não jogou nos últimos 16 jogos dos Nets na temporada e também ficou fora dos playoffs. Jordan terminou a temporada com apenas 6 duplos-duplos, que foi sua segunda menor marca na carreira, atrás apenas de sua temporada de estreia em 2008-09. 

### Los Angeles Lakers (2021–2022)
Em 3 de setembro de 2021, Jordan foi negociado com o Detroit Pistons em troca de Sekou Doumbouya e Jahlil Okafor e ele foi dispensado quatro dias depois. Em 9 de setembro, Jordan assinou um contrato com o Los Angeles Lakers. Em 1º de março de 2022, ele foi dispensado pelo Lakers.

### Philadelphia 76ers (2022)
No mesmo dia que deixou o Lakers, assinou um contrato até o fim da temporada com o Philadelphia 76ers.

### Denver Nuggets (2022–Presente)
Em 12 de julho de 2022, Jordan assinou um contrato de 1 ano e US$2.9 milhões com o Denver Nuggets. Em 22 de novembro, Jordan teve 17 rebotes, o melhor da temporada, durante uma vitória por 98-97 sobre o Dallas Mavericks. Os Nuggets derrotaram o Miami Heat nas finais da NBA em cinco jogos a caminho do seu primeiro título da NBA e do primeiro título da NBA dos Nuggets na história da franquia.
Em 21 de julho de 2023, Jordan assinou novamente com os Nuggets em um contrato de 1 ano e US$3.2 milhões. Em 27 de novembro, Jordan teve 21 pontos, 13 rebotes e 5 assistências. Esse desempenho ajudou a levar os lesionados Nuggets a uma vitória de 113–104 sobre seu antigo time, o Los Angeles Clippers.
Em 24 de julho de 2024, Jordan assinou novamente com os Nuggets em um contrato de 1 ano e US$3.3 milhões.

## Perfil do jogador

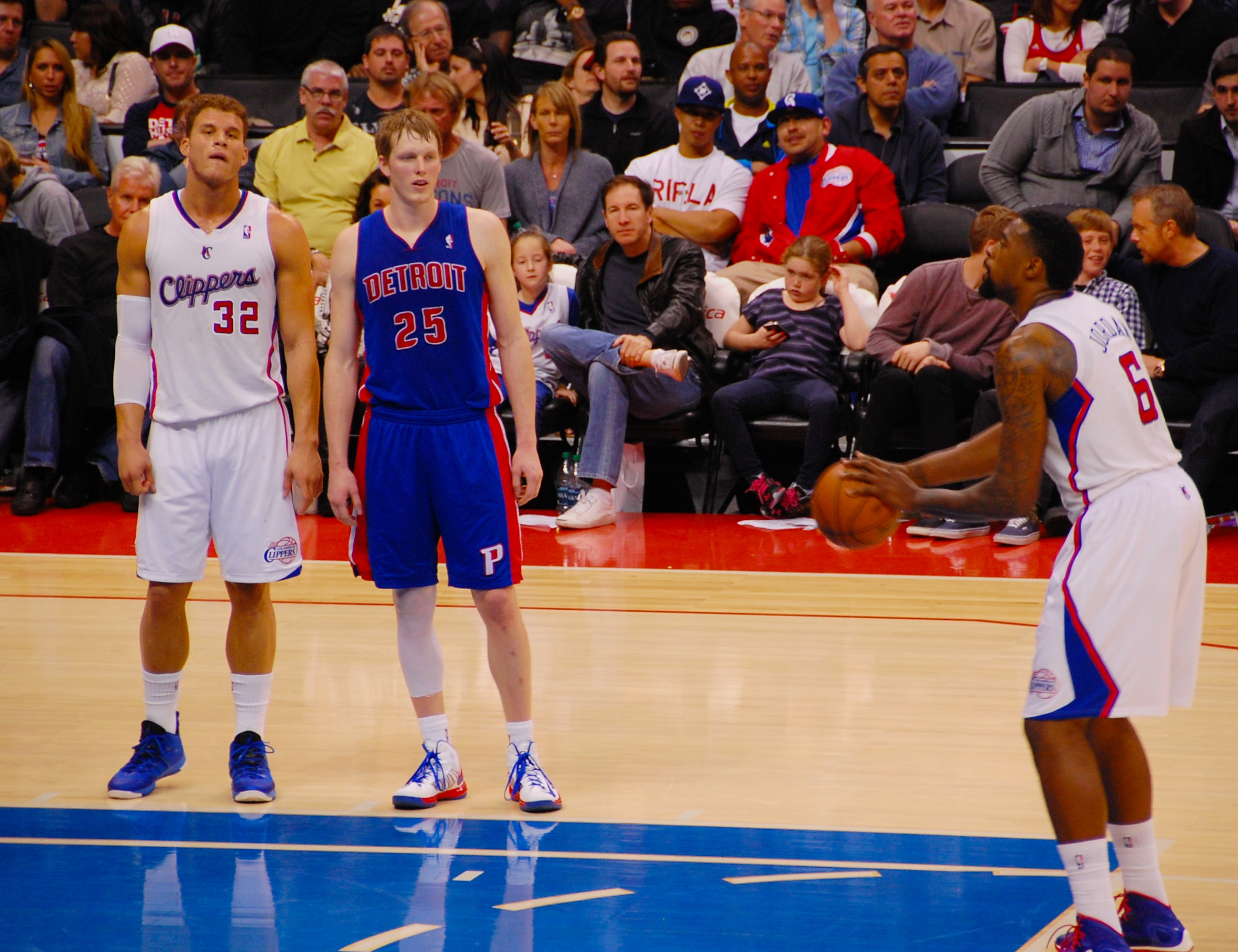
Jordan, que recebe regularmente a estratégia do Hack-a-Shaq, está prestes a arremessar um lance livre em 2013.

Jordan é um forte reboteiro tendo médias de 10,1 rebotes em sua carreira e liderando a liga em duas temporadas. O jogo defensivo de Jordan foi comparado a Bill Russell, um pivô que é considerado por muitos como um dos maiores defensores e jogadores de todos os tempos.
No ataque, ele é um pobre arremessador de lances livres, fazendo apenas 46% de seus arremessos, levando os oponentes a explorar essa fraqueza intencionalmente e surgindo a estratégia "Hack-a-Shaq".
Ele é considerado um dos jogadores mais duráveis da NBA, tendo disputado 360 jogos seguidos fazendo pelo menos um ponto.

## Estatísticas da carreira

### NBA

#### Temporada regular
| Ano      | Equipe        | PJ    | PT  | MPJ  | AP    | 3P    | LL   | RT    | AS  | BR  | TO  | PPJ  |
| -------- | ------------- | ----- | --- | ---- | ----- | ----- | ---- | ----- | --- | --- | --- | ---- |
| 2008–09  | L.A. Clippers | 53    | 13  | 14.5 | .633  | .000  | .385 | 4.5   | .2  | .2  | 1.1 | 4.3  |
| 2009–10  | L.A. Clippers | 70    | 12  | 16.2 | .605  | .000  | .375 | 5.0   | .3  | .2  | .9  | 4.8  |
| 2010–11  | L.A. Clippers | 80    | 66  | 25.6 | .686  | .000  | .452 | 7.2   | .5  | .5  | 1.8 | 7.1  |
| 2011–12  | L.A. Clippers | 66    | 66  | 27.2 | .632  | .000  | .525 | 8.3   | .3  | .5  | 2.0 | 7.4  |
| 2012–13  | L.A. Clippers | 82    | 82  | 24.5 | .643* | .000  | .386 | 7.2   | .3  | .6  | 1.4 | 8.8  |
| 2013–14  | L.A. Clippers | 82    | 82  | 35.0 | .676* | .000  | .428 | 13.6* | .9  | 1.0 | 2.5 | 10.4 |
| 2014–15  | L.A. Clippers | 82    | 82  | 34.4 | .710* | .250  | .397 | 15.0* | .7  | 1.0 | 2.2 | 11.5 |
| 2015–16  | L.A. Clippers | 77    | 77  | 33.7 | .703* | .000  | .430 | 13.8  | 1.2 | .7  | 2.3 | 12.7 |
| 2016–17  | L.A. Clippers | 81    | 81  | 31.7 | .714* | .000  | .430 | 13.8  | 1.2 | .6  | 1.7 | 12.7 |
| 2017–18  | L.A. Clippers | 77    | 77  | 31.5 | .645  | .000  | .580 | 15.2  | 1.5 | .5  | .9  | 12.0 |
| 2018–19  | Dallas        | 50    | 50  | 31.1 | .644  | .000  | .682 | 13.7  | 2.0 | .7  | 1.1 | 11.0 |
| 2018–19  | New York      | 19    | 19  | 25.9 | .634  | .000  | .773 | 11.4  | 3.0 | .5  | 1.1 | 10.9 |
| 2019–20  | Brooklyn      | 56    | 6   | 22.0 | .666  | .000  | .680 | 10.0  | 1.9 | .3  | .9  | 8.3  |
| 2020–21  | Brooklyn      | 57    | 43  | 21.9 | .763  | .000  | .500 | 7.5   | 1.6 | .3  | 1.1 | 7.5  |
| 2021–22  | L.A. Lakers   | 32    | 19  | 12.8 | .674  | –     | .462 | 5.4   | .4  | .3  | .8  | 4.1  |
| 2021–22  | Philadelphia  | 16    | 1   | 13.4 | .593  | –     | .714 | 5.8   | .5  | .1  | .6  | 4.6  |
| 2022–23  | Denver        | 39    | 8   | 15.0 | .765  | 1.000 | .458 | 5.2   | .9  | .3  | .6  | 5.1  |
| 2023–24  | Denver        | 36    | 2   | 11.0 | .624  | —     | .491 | 4.4   | .7  | .2  | .4  | 3.9  |
| Carreira | Carreira      | 1.055 | 786 | 23.7 | .667  | .083  | .508 | 9.2   | 1.0 | .4  | 1.3 | 8.1  |

#### Playoffs
| Ano      | Equipe        | PJ | PT | MPJ  | AP    | 3P   | LL    | RT   | AS  | BR  | TO  | PPJ  |
| -------- | ------------- | -- | -- | ---- | ----- | ---- | ----- | ---- | --- | --- | --- | ---- |
| 2012     | L.A. Clippers | 11 | 11 | 22.6 | .525  | –    | .333  | 5.3  | .4  | .6  | 1.6 | 4.5  |
| 2013     | L.A. Clippers | 6  | 6  | 24.0 | .455  | –    | .222  | 6.3  | .2  | .2  | 1.7 | 3.7  |
| 2014     | L.A. Clippers | 13 | 13 | 34.0 | .730  | –    | .434  | 12.5 | .8  | .9  | 2.5 | 9.6  |
| 2015     | L.A. Clippers | 14 | 14 | 34.4 | .716  | –    | .427  | 13.4 | 1.1 | 1.1 | 2.4 | 13.1 |
| 2016     | L.A. Clippers | 6  | 6  | 33.0 | .632  | –    | .373  | 16.3 | 1.8 | 1.2 | 2.7 | 11.7 |
| 2017     | L.A. Clippers | 7  | 7  | 37.8 | .705  | .000 | .393  | 14.3 | .7  | .4  | .9  | 15.4 |
| 2022     | Philadelphia  | 3  | 2  | 10.2 | 1.000 | –    | –     | 2.3  | .3  | .0  | .7  | 3.3  |
| 2023     | Denver        | 4  | 0  | 3.4  | .667  | —    | .500  | 1.0  | .3  | .0  | .3  | 1.3  |
| 2024     | Denver        | 2  | 0  | 6.5  | .500  | —    | 1.000 | 1.5  | .0  | .5  | .5  | 2.0  |
| Carreira | Carreira      | 66 | 59 | 22.8 | .658  | .000 | .460  | 8.1  | .6  | .5  | 1.4 | 7.1  |

### Universidade
| Ano     | Time      | PJ | MPJ  | AP   | 3P | LL   | RT  | AS | BR | TO  | PPJ |
| ------- | --------- | -- | ---- | ---- | -- | ---- | --- | -- | -- | --- | --- |
| 2007–08 | Texas A&M | 35 | 20.1 | .617 | –  | .437 | 6.0 | .4 | .2 | 1.3 | 7.9 |

Fonte:

## Prêmios e Homenagens
NBA
- Campeão da NBA: 2023

## Vida pessoal
Jordan é um cristão, ele faz Orações com frequência e falou sobre sua fé: "Conheço meu relacionamento com Cristo e sei o que ele fez por mim, e é nisso que vivo". Jordan tem uma tatuagem de Mateus 5: 4-5 no peito, uma cruz cristã no braço esquerdo, a Oração da Serenidade e sua própria mensagem dizendo: "Agradeço a Deus pelo presente que ele me deu. Honrarei, sacrificarei, e me dedico ao meu talento. Sei de onde vim, mas sei para onde estou indo" no braço direito, Filipenses 4:13 nas mãos e "GWOM"(Deus vigia-me) no estômago.
Seu irmão mais novo, Avery Jordan, é um jogador de futebol americano profissional que atualmente joga pelo Hamilton Tiger-Cats da Canadian Football League.